# Жилін Євген Володимирович
Євген Володимирович Жилін (нар. 6 січня 1976, Харків, Українська РСР, СРСР — 19 вересня 2016, Горки-2, Одинцовський район, Московська область, Росія) — український колабораціоніст з Росією. Учасник Антимайдану в Харкові. Був власником харківського бійцівського клубу та проросійської громадської організації «Оплот». 21 лютого 2014 р. після обстрілу мітингувальників Харківського Євромайдану виїхав з України, був оголошений МВС в кримінальний розшук. Розслідування діяльності Жиліна є однією з вимог учасників Євромайдану до нової влади. Жилін звинувачувався у підпалі автомобілів, у викрадені та побитті учасників Євромадану.  За версією російських ЗМІ вбитий невідомим у Москві в поселенні Горки-2 в елітному кафе «Ветерок» пострілом у голову, проте, за думкою деяких депутатів, таким чином відбулось інсценування смерті цінного для ФСБ агента.

## Біографія
Народився в Харкові. Батьки Жилін Володимир Тимофійович і Жиліна Олександра Борисівна переїхали до Харкова з Бєлгородської області (Росія), їхні батьки теж росіяни.
1993—1997 рр. — навчався у Харківському університеті внутрішніх справ на факультеті економічної безпеки.
Перша офіційна робота на харківському танкову заводі ім. Малишева помічником слюсаря. По закінченню ВУЗа працював в УБОЗ на посаді оперативного працівника. Після чого перевівся до СБУ.
По ув'язненню відновився в УБОЗ, де пропрацював ще 2 роки і у 2010 р. (у віці 34 роки) вийшов на пенсію за вислугою років.
У березні 2013 Жилін у Харкові планував оголосити збір коштів на пам'ятник Сталіну.

## Ув'язнення та звинувачення
За словами голови Української Гельсінської спілка з прав людини Євгена Захарова справжня причина звільнення з правозахисних органів був арешт через звинувачення у подвійному вбивстві, справу закрили за відсутності доказів.
Під час Помаранчевої революції приблизно 3 роки відбував покарання у в'язниці через звинувачення у: замаху на секретаря Харківської міськради (Геннадія Кернеса), перевищені службових повноважень, незаконному застосуванні вибухівки та зброї. Згодом, за словами Євгена Жиліна, головний свідок відмовився від попередніх свідчень і Жилін був виправданий. Водночас Євген проходив свідком у справі розслідування отруєння В. Ющенка. 
По тюремному ув'язнені, відновлення Євгена Жиліна на посаді співробітника МВС набуло розголосу після того як Василь Климентьєв в газеті «Новий стиль» опублікував відкритого листа на ім'я прокурора Харкова про неправомірність зачислення на службу МВС Є. Жиліна на підставі того що де-юре кримінальне провадження по ньому не закрите. Згодом головний редактор «Новий стиль» В. Климентьєв зник безвісти, зник безвісти головний свідок у справі його зникнення, було проведені обшуки у квартирі адвоката Климентьєва, а також в редакції газети «Новий стиль» де були вилучені комп'ютери, після чого газета була змушена закритися. Правозахисники пов'язують смерть В. Климентьєва з Є. Жиліним.
З квітня 2014 р. Жилін та «Оплот» підозрюються в підпалюванні автомобілів, викрадені людей під час Євромайдану, зокрема Жилін входив до складу групи осіб, які викрали і тортурували Ігоря Луценка та Юрія Вербицького. Вербицький був закатований викрадачами до смерті. У 2015 році Жилін звинувачувався в замаху на Арсена Авакова.

## Засновник та співвласник
У 2010 році, після звільнення з правоохоронних органів, зареєстрував за одною адресою і під одною назвою «Оплот»: бійцівський клуб, спортивний клуб, супермаркет, благодійний фонд, аудиторську компанію, юридичну компанію, інформаційне агентство.
Наприкінці 2012 року ввійшов до складу засновників ТОВ «Харківспецнадра». Ця фірма державні тендери не вигравала, обмежуючись роллю переможеного. Після появи Жиліна «Харківспецнадра» успішно завершила судову тяганину з фірмою «Таміра», за яким жилінська компанія отримала три будівлі у Харкові. До відчуження, за свідченням правозахисника Євгена Захарова, майно намагались захопити силовими методами особи під головуванням Геннадія Кернеса. Тим часом свій достаток пояснює:
|  | Я вважаю, що всі гроші, які багаті люди заробляють, приходять до них просто так. Просто падають з неба! |

Жилін також створив ТОВ «Модельне агентство Аліни Архіпової» разом з «Місс Харкова-2010» Аліною Архіповою.

## Сімейний стан
Одружений із Коротковою Г. В., діти: Валерія, Катерина, Варвара.

## Бійцівський клуб і громадська організація «Оплот»
«Оплот» — місцева харківська ГО заснована Є. Жиліним в 2010 році на базі бійцівського клубу для протидії героїзації ОУН-УПА.
Емблема «Оплоту» — носоріг на фоні карти Радянського Союзу. Постійний склад «Оплоту» 350 осіб. Щотижня в приміщенні клубу по вихідних проводять бої без правил. За словами учасника клубу журналісту «Лєнти», приміщення отримали як подарунок від певних спортсменів.

### Протистояння з об'єднанням «Правий сектор»
28 лютого 2014 р. до харківського Майдану прибуло підкріплення у вигляді частини київської сотні Соціал-Національної Асамблеї та Патріота України, що входять до складу Правого сектора. В 19:00 двісті учасників Правого сектора вирушили у напрямку будівлі бійцівського клубу «Оплот», заздалегідь попередивши про візит. На підході, з боку іподрому, який розташований за будівлею клубу по активістах невідомі відкрили вогонь з пістолета ТТ, кулі ні в кого не влучили. В клубі нікого не виявилось, окрім кількох осіб, які швидко залишили будівлю через чорний хід. Лідер організації «Патріот України» Андрій Білецький заявив присутнім, що захоплене приміщення буде використовуватись як один із штабів революції.

## Участь в Антимайдані
З «Оплотом» і Жиліним учасники Харківського Євромайдану пов'язують напади молодих людей спортивної зовнішності (тітушок) на активістів і пресу. МВС офіційно підозрює Жиліна та «Оплот» у підпалі автомобілів активістів Євромайдану у Харкові та Києві, а також у викрадені людей, зокрема Юрія Вербицького.
У період Євромайдану був активістом Антимайдану у Харкові де «Оплот» разом з комуністами охороняли від знесення пам'ятник Леніну, та у Києві куди «Оплот» майже у повному складі виїхали у середині січня 2014 р.:
- разом з членами бійцівського клубу «Оплот» затримував учасників Євромайдану, з нанесенням тілесних ушкоджень, і передавав їх міліції[12][14]

|  | Я хочу, щоб злочинці розуміли, що я можу відламати їм одну ногу повністю і мені за це нічого не буде. |

- створювали групи швидкого реагування для штурму зайнятих євромайданівцями Адміністративни споруд[14];
- закликав Президента Віктора Януковича застосовувати більш жорстокі методи для придушення Євромайдану[12];
- 2014-01-03 — у спеціальному відео-звернені закликав спортсменів та в'язнів встати до боротьби проти Євромайдану[26];
- 2014-01-17 «Оплот» разом з організацією «За порядок» на Європейській площі блокували Автомайдан[27];
- 2014-01-19 — провокатори, які розпочали бійку з беркутом скандують гасла бійців «Оплоту», провокують натовп і б'ють солдат[28];
- 2014-02-22 Оплотовці в'їхали на двох автомобілях у натовп людей, що знаходився на площі Свободи в Харкові, побили їх і намагалися захопити техніку[29].

Жилін підтвердив наявність особистої травматичної зброї і не виключив її застосування у складі групи осіб.
Жилін підтвердив що інформацію отримують від правоохоронних органів, що виконують їхню роботу з метою залишити незаплямовану репутацію міліції і особисте підпорядкування волі очільнику Харкова Геннадія Кернеса. Журналіст «Лєнти» засвідчує і більш неформальні стосунки з міліцією.
У лютому 2014 МВС почало кримінальне провадження за низкою статей Кримінального кодексу України, підозрюваним у якому виступає Євген Жилін; створена і направлена до Харкова спеціальна слідчо-оперативна група.
Правозахисник Євген Захаров констатує що влада Харкова під керівництвом Геннадія Кернеса та Михайла Добкіна фактично легітимізувала напади «тітушек» на місцевих опозиціонерів:
|  | Бандитська влада пішла на угоду з кримінальними кланами, і брутальність, яка тут тепер процвітає — ненормальна і огидна |

## Кредо
Захищав псевдоісторичну правду про Другу світову війну, зокрема Українську Повстанську Армію вважав ворогами, не визнаючи їхню боротьбу проти німецьких окупантів.
Готував своє населення до можливої війни, готовий був боронити землі що належали Радянському Союзу і сподівався на їхнє возз'єднання.
Був активістом руху за звуження використання державного статусу української мови на користь російської.
Був прихильником принципів Партії Регіонів у частині того, що регіони повинні бути більш самостійними, і, зрештою, був переконаний, що розділення країни — неминучість.